# Plan Mata de Caña
Plan Mata de Caña är en ort i Mexiko.   Den ligger i kommunen Santiago Jocotepec och delstaten Oaxaca, i den sydöstra delen av landet, 400 km sydost om huvudstaden Mexico City. Plan Mata de Caña ligger 99 meter över havet och antalet invånare är 250.
Terrängen runt Plan Mata de Caña är huvudsakligen kuperad. Plan Mata de Caña ligger nere i en dal. Runt Plan Mata de Caña är det ganska glesbefolkat, med 27 invånare per kvadratkilometer. Närmaste större samhälle är San Antonio las Palmas, 10,2 km söder om Plan Mata de Caña. I omgivningarna runt Plan Mata de Caña växer i huvudsak städsegrön lövskog.